# Albert Bürger
Albert Bürger (13 de junho de 1913 – 16 de março de 1996) foi um oficial alemão que serviu durante a Segunda Guerra Mundial. Foi condecorado com a Cruz de Cavaleiro da Cruz de Ferro.

## Carreira

### Patentes
- Oberleutnant der Reserve

### Condecorações
- Cruz de Ferro 2.ª Classe
- Cruz de Ferro 1.ª Classe
- Cruz de Cavaleiro da Cruz de Ferro - 17 de abril de 1945